# Кудрявцев, Александр Андреевич
Александр Андреевич Кудрявцев (бел. Аляксандр Андрэевіч Кудраўцаў; род. 23 мая 1980, Минск) — белорусский профессиональный баскетболист, выступавший на позиции атакующего защитника.

## Биография
Александр Кудрявцев — воспитанник минской СДЮШОР №10. Первый тренер — Вадим Николаевич Алексин.
Игровую карьеру начал в сезоне 1997/1998 в клубе «Гродно-93». Выступал за белорусские, польские, словацкие, украинские, турецкие и литовские клубы. В составе клуба «Чарни Слупск» стал бронзовым призёром чемпионата Польши, в составе клуба «Политехника-Галичина» — бронзовым призёром Украинской баскетбольной лиги.
С 2010 года выступал (с перерывом) за клуб «Цмоки-Минск», неоднократно выигрывал с ним чемпионат и Кубок Беларуси. С 2017 года — капитан команды.
Выступал за сборную Беларуси по баскетболу с 2003 года. С 2016 года — капитан сборной.
По опросу газеты «Прессбол» признавался лучшим баскетболистом Беларуси 2011, 2012, 2013 и 2017 годов.
В августе 2019 года объявил о завершении игровой карьеры. Работает менеджером женской баскетбольной сборной Беларуси. Выступал в Непрофессиональной баскетбольной лиге Белоруссии (чемпион НБЛ сезона 2020/2021 в составе команды «Серебрянка»), участвовал в соревнованиях ветеранов и в турнирах по баскетболу 3х3. В 2024 году руководил женской сборной Беларуси (U-16) по баскетболу 3х3, выигравшей международный турнир «Дети Азии».
В 2001 году Александр Кудрявцев вместе с другими белорусскими баскетболистами, а также с тренерами Михаилом Фейманом и Анатолием Якубенко снялся в фильме режиссёра Менахема Голана «Игра со смертью» (англ. Death Game).
Женат, имеет двух сыновей.

## Достижения
- Чемпион Беларуси (9): 1997/98, 2010/11, 2011/12, 2012/13, 2014/15, 2015/16, 2016/17, 2017/18, 2018/19.
- Бронзовый призёр чемпионата Беларуси (1): 2002/03.
- Бронзовый призёр чемпионата Польши (1): 2005/06.
- Бронзовый призёр Украинской баскетбольной лиги (1): 2008/09.
- Обладатель Кубка Беларуси (7): 2010, 2011, 2012, 2014, 2015, 2016, 2018.